# Comunidad lingüística
Comunidad lingüística (< latín communĭtas, -ātis ['Comunidad; estado común']). La comunidad lingüística es «toda sociedad humana que, asentada históricamente en un espacio territorial determinado, reconocido o no, se autoidentifica como pueblo y ha desarrollado una lengua común como medio de comunicación natural y de cohesión cultural entre sus miembros.».

Países donde se habla oficialmente el español. Unidad de la lengua en la diversidad de comunidades lingüísticas.

En tal sentido, los conceptos de comunidad lingüística y pueblo (como unidad demográfica) coinciden espacialmente. Más adelante, la Declaración Universal de Derechos Lingüísticos especifica que la comunidad lingüística será tal sin importar que se encuentre rodeada por otras comunidades lingüísticas, sin menoscabo de que estas compartan o no la historicidad de aquella.
La Declaración establece otra categoría, la de grupo lingüístico, para referirse a aquellos colectivos humanos, como las diásporas y los inmigrantes, que viven de manera dispersa en el seno de otra comunidad lingüística, y comparten en común la lengua de esta, con lo cual quedan dos categorías sociolingüísticas muy bien definidas: la comunidad lingüística, que corresponde a un colectivo humano en uso de una misma lengua, asentado en un espacio geográfico determinado que lo delimita e identifica como unidad demográfica; y el grupo lingüístico, que corresponde a un colectivo humano desplazado hacia el interior de una comunidad lingüística, pero sin que llegue a constituir una unidad demográfica.
Tanto la comunidad lingüística como el grupo lingüístico se organizan y desarrollan en la trilogía lenguaje-lengua-habla.
Otros autores, como Albert Álvarez, ponen el acento en la dificultad de definir el concepto de comunidad lingüística. Este autor señala la necesidad de considerar las nociones diferenciales de pueblo y nación, por una parte, y por la otra, sostiene la posibilidad de que en un mismo pueblo o nación coexistan varias comunidades lingüísticas, ofreciendo como ejemplo los casos del mundo hispánico y de Francia.

## Unidad y variedad de la lengua
El concepto de comunidad lingüística implica los de unidad y variedad de la lengua. Según Antonio Quilis, cuando un hablante hace uso de la lengua, recurre a su competencia lingüística, que es la habilidad en el uso de la lengua, y la ejecuta en un acto de habla. Por la competencia, tanto el emisor como el receptor pueden reconocer la construcción correcta o incorrecta de un acto de habla, en tanto que por la actuación se hace uso concreto de esa competencia en cada acto de habla. La competencia rige las nociones de gramaticalidad y agramaticalidad, con las que se define qué construcciones cumplen con la preceptiva gramatical. La actuación, por su parte, rige las nociones de aceptabilidad e inaceptabilidad, con las que se remite a las construcciones que gozan o no de aceptación social por ser propias o impropias.
Si la norma varía en cada comunidad lingüística, por ende variarán la competencia y la actuación, fundamentos estos en los que se basa la sociolingüística para estudiar las variaciones lingüísticas. Por ejemplo, el español es una lengua hablada por aproximadamente 400 millones de personas en 23 países, y sus componentes estructurantes son los mismos en todas las comunidades lingüísticas que lo hablan; sin embargo, existen múltiples actualizaciones de la lengua en la diversidad de espacios lingüísticos en los que se la emplea, con lo cual se generan múltiples variaciones dialectales, soportadas por normas dialectales regionales, si bien Fishman y Gumperz (citados por Javier de Cos) advierten que la norma busca siempre poner límites al continuo de las variaciones.

## Variaciones lingüísticas
La sociolingüística ha aportado fundamentales categorizaciones de estas variantes lingüísticas, que se clasifican regularmente en tres grupos de variedades, según Coseriu (citado por Javier de Cos): a) variedades diatópicas o geográficas, que tienen que ver con el emplazamiento geográfico de la comunidad lingüística, tales como la expansión de una lengua en una extensión territorial muy amplia o la convivencia de una lengua con otras lenguas en el mismo espacio geográfico; b) variedades diastráticas o sociales, que se vinculan con las características sociales de los hablantes, tales como edad, sexo y nivel cultural; y c) variedades diafásicas o estilísticas, que guardan relación con las situaciones comunicativas en las que se ubica un hablante, tales como las formales, con su registro culto, y las informales, con su registro coloquial. 

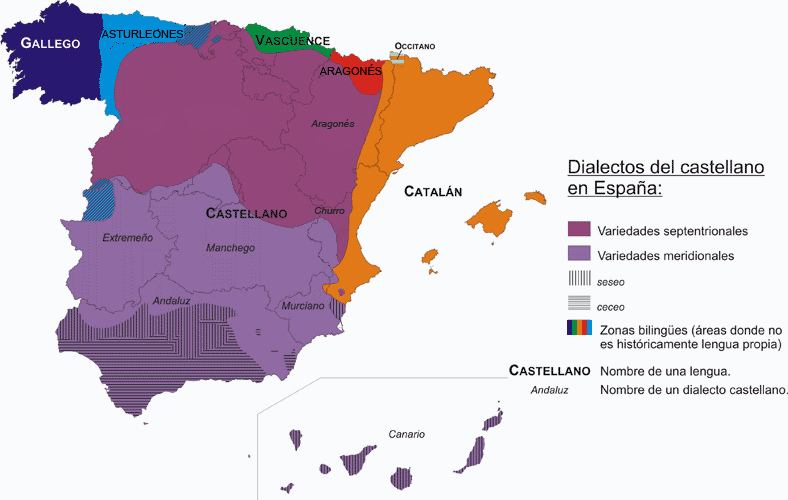
Dialectos y acentos del español en España, ejemplo de variedades diatópicas.

Las variedades diatópicas dan lugar a varios sistemas de códigos, a saber: a) la lengua es el mayor de todos, y se caracteriza por su fuerte diferenciación, tradición literaria e imposición sobre otros dialectos del mismo origen; b) el dialecto es un subsistema del sistema principal, esto es, un sistema que se deriva de otra lengua, y posee una definida marca territorial, si bien no privan ya la fuerte diferenciación y la tradición literaria; y c) el habla local es la manera peculiar como una zona geográfica menor actualiza la lengua.
Las variedades diastráticas producen lo que la sociolingüística define como sociolectos, es decir, la variedad de una lengua determinada por factores socioculturales, y se opone a la noción de idiolecto (habla característica de una persona) por su característica colectiva. Los sociolectos varían según el estrato social, por ejemplo, el sociolecto culto y sociolecto vulgar. Otras modalidades sociolectales son la jerga, que es el modo como habla un determinado grupo abierto de personas (jerga profesional, estudiantil, etc.), y el argot, que es la manera como habla un grupo cerrado de personas, a las cuales no les interesa ser entendidas por los que no pertenecen a su grupo, como es el caso de ciertos grupos delictivos. Los hablantes de sociolecto constituyen una comunidad de discurso o de habla, según la definió William Labov hacia 1966, y se diferencia de la comunidad lingüística en que esta se halla aglutinada por una lengua común, pero la realización actual, no virtual, de esa lengua por los hablantes de dicha comunidad lingüística, con sus variaciones, constituye la comunidad de habla.
Las variedades diafásicas tienen como consecuencia el uso de diversos registros. Así, conforme al canal utilizado, la lengua varía entre el habla oral y el habla escrita. Según el tipo de discurso, variará la actitud comunicativa del hablante y, por ende, sus rasgos estilísticos. La relación entre emisor y receptor condicionará el uso de un registro formal o informal. Cabe señalar que estas variaciones lingüísticas pueden operar en cualquiera de los tres niveles de la lengua: fonológico, morfosintáctico y semántico. Wulf Oesterreicher propone distinguir la oralidad y la escritura como otro parámetro de variación recurriendo al continuo de la cercanía y la distancia.